# Кохемия
Кохемия (лат. Cochemiea) — род суккулентных растений семейства Кактусовые (Cactaceae) произрастающий на территории Мексики и Юго-Запада США.

## Название
Латинское родовое название Cochemiea дано в честь индейского племени Кочими, которое в прошлом занимало большую территорию Нижней Калифорнии — эта местность входит в природный ареал данного рода.

## Описание

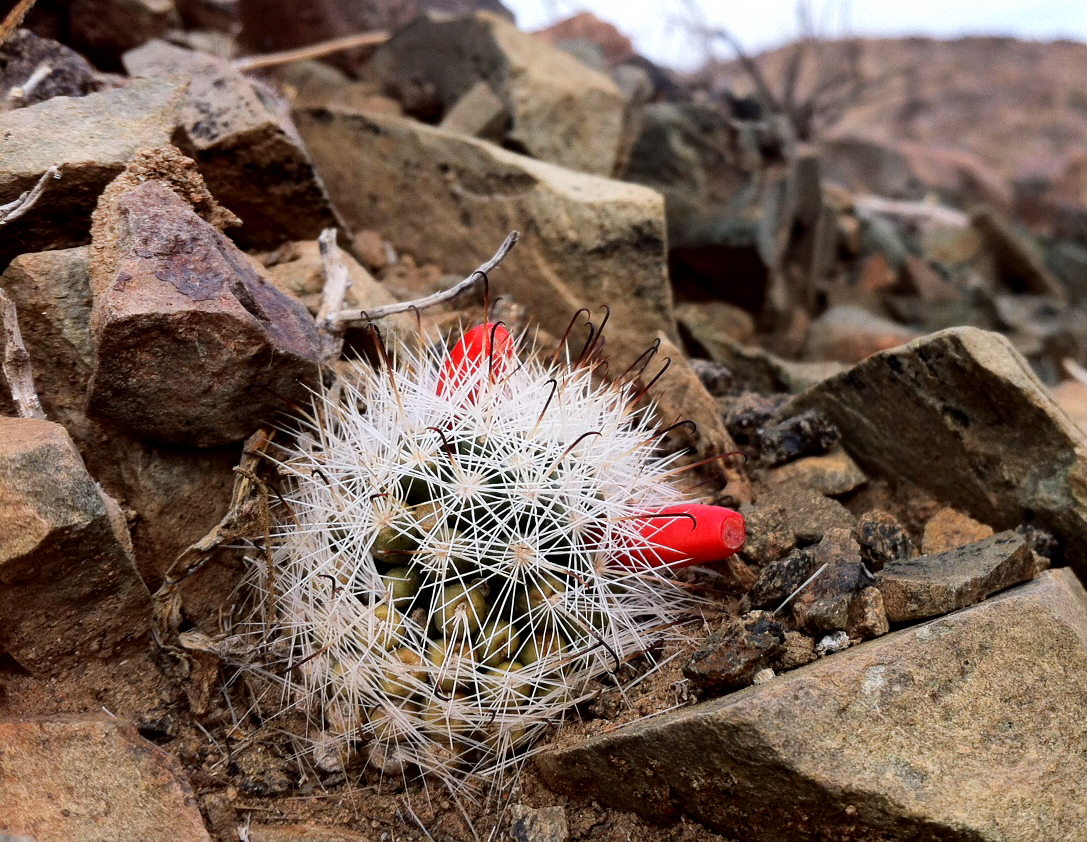
Cochemiea tetrancistra в своей естественной среде обитания

Стебли 3-7 см в диаметре и, в зависимости от вида, могут иметь высоту от 7 до 50 см, реже до 200 см. Они зеленые или голубовато-зеленые, полегающие, без бороздок, и имеют сосочки длиной от 1 до 5 см. Радиальных колючек от 7 до 25, длиной 1-2 см, могут быть белыми, желтыми или красно-коричневыми. Центральные колючки от 1 до 6 (реже до 11), длиной 1-3, иногда 5 см, могут быть белыми с черными остриями, красно-коричневыми или черными. У вида Cochemiea halei (Brandegee) Walton все колючки прямые.
Цветки зигоморфные, расположены в два ряда и имеют длину от 3 до 5 см. Они появляются из аксилл у верхушки и открываются в дневное время. Семена черные, матовые, диаметром около 0,5-1 мм.

## Распространение
По некоторым данным род Кохемия эндемик Нижней Калифорнии Мексики. Представители рода встречаются как на ярком солнце, так и в тени кустарников, на скалистых утёсах и в каньонах. Растут до высоты в 1800 метров над уровнем моря.

## Систематика
Ранее представители рода Кохемия являлись частью рода Маммиллярия (Mammillaria). Однако, по результатам филогенетических исследований было доказано что Маммиллярия в широком смысле не является монофилетическим родом, и виды были выделены в отдельный род.

Почтовая марка ГДР с видом Cochemiea boolii (прежнее название Mammillaria boolii отнесено в синонимы[8])
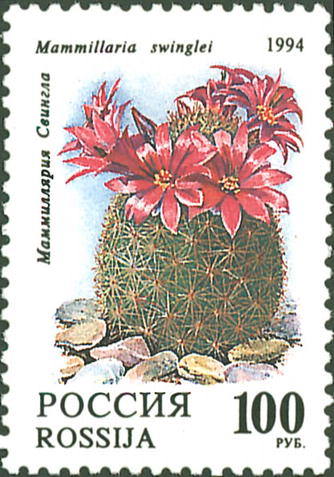
Почтовая марка России с видом Cochemiea grahamii (прежнее название Mammillaria swinglei отнесено в синонимы[9])

## Таксономия
Cochemiea (K.Brandegee) Walton, первое описание в Cact. J. (London) 2: 50 (1899).

### Синонимы
Гетеротипные (основанные на разных номенклатурных типах):
- Neolloydia Britton & Rose, 1922
- Ortegocactus Alexander, 1961

### Виды
Подтвержденные виды по данным сайта Plants of the World Online на 2023 год:
- Cochemiea albicans (Britton & Rose) P.B.Breslin & Majure
- Cochemiea angelensis (R.T.Craig) P.B.Breslin & Majure
- Cochemiea armillata (K.Brandegee) P.B.Breslin & Majure
- Cochemiea barbata (Engelm.) Doweld
- Cochemiea blossfeldiana (Boed.) P.B.Breslin & Majure
- Cochemiea boolii (G.E.Linds.) P.B.Breslin & Majure
- Cochemiea bullardiana (H.E.Gates) P.B.Breslin & Majure
- Cochemiea capensis (H.E.Gates) Doweld
- Cochemiea cerralboa (Britton & Rose) P.B.Breslin & Majure
- Cochemiea conoidea (DC.) P.B.Breslin & Majure
- Cochemiea dioica (K.Brandegee) Doweld
- Cochemiea estebanensis (G.E.Linds.) P.B.Breslin & Majure
- Cochemiea fraileana (Britton & Rose) P.B.Breslin & Majure
- Cochemiea goodridgei (Scheer ex Salm-Dyck) P.B.Breslin & Majure
- Cochemiea grahamii (Engelm.) Doweld
- Cochemiea guelzowiana (Werderm.) P.B.Breslin & Majure
- Cochemiea halei (Brandegee) Walton
- Cochemiea hutchisoniana (H.E.Gates) P.B.Breslin & Majure
- Cochemiea insularis (H.E.Gates) P.B.Breslin & Majure
- Cochemiea macdougallii (Alexander) P.B.Breslin & Majure
- Cochemiea mainiae (K.Brandegee) P.B.Breslin & Majure
- Cochemiea maritima G.E.Linds.
- Cochemiea multidigitata (Radley ex G.E.Linds.) P.B.Breslin & Majure
- Cochemiea palmeri (J.M.Coult.) P.B.Breslin & Majure
- Cochemiea phitauiana (E.M.Baxter) Doweld
- Cochemiea pondii (Greene) Walton
- Cochemiea poselgeri (Hildm.) Britton & Rose — Кохемия Позельгера
- Cochemiea saboae (Glass) Doweld
- Cochemiea schumannii (Hildm.) P.B.Breslin & Majure
- Cochemiea setispina (J.M.Coult.) Walton — Кохемия щетинисто-колючая
- Cochemiea tetrancistra (Engelm.) P.B.Breslin & Majure
- Cochemiea theresae (Cutak) Doweld
- Cochemiea thomasii García-Mor., Rodr.González, J.García-Jim. & Iamonico
- Cochemiea thornberi (Orcutt) P.B.Breslin & Majure
- Cochemiea viridiflora (Britton & Rose) P.B.Breslin & Majure
- Cochemiea wrightii (Engelm.) Doweld

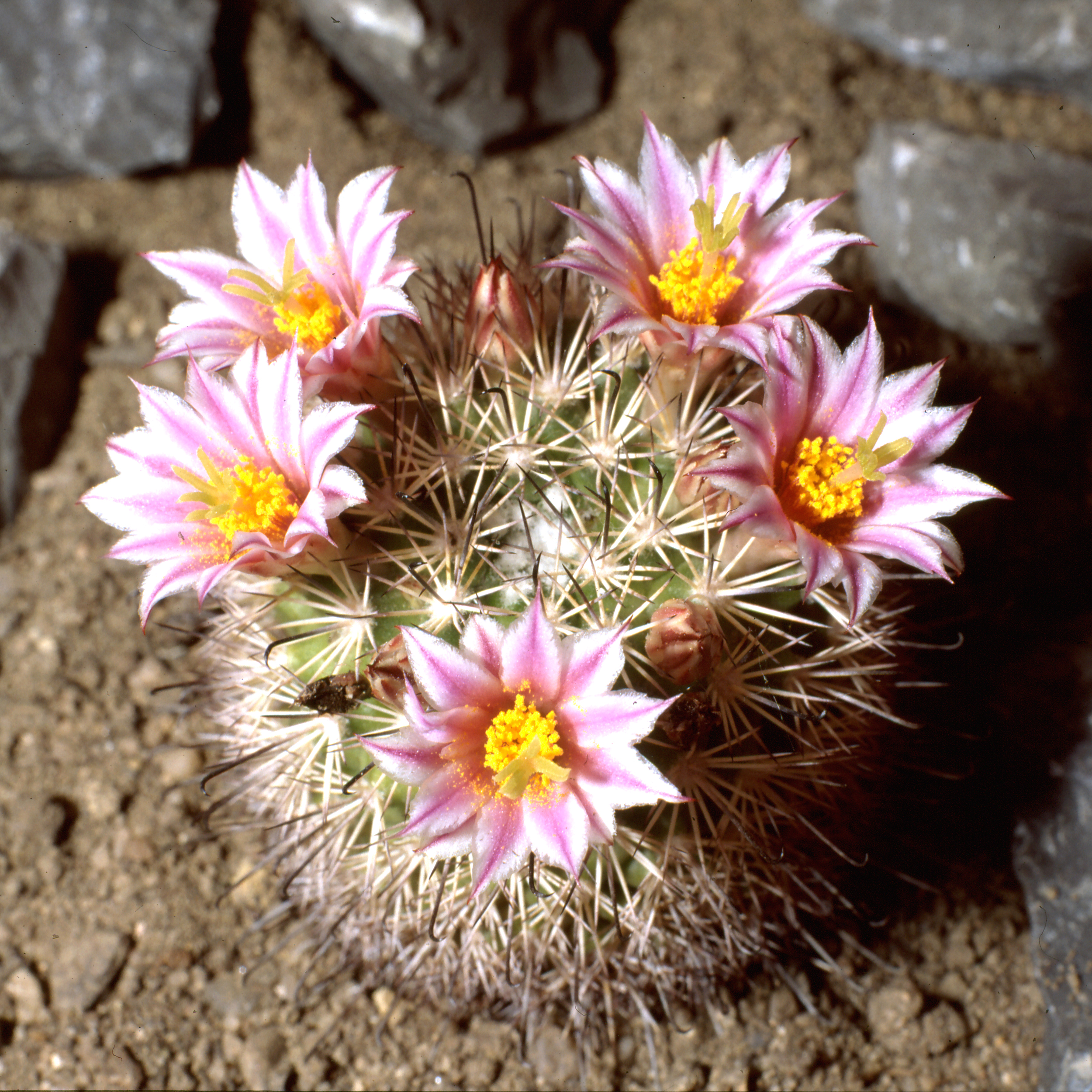
Cohemia blossfeldiana
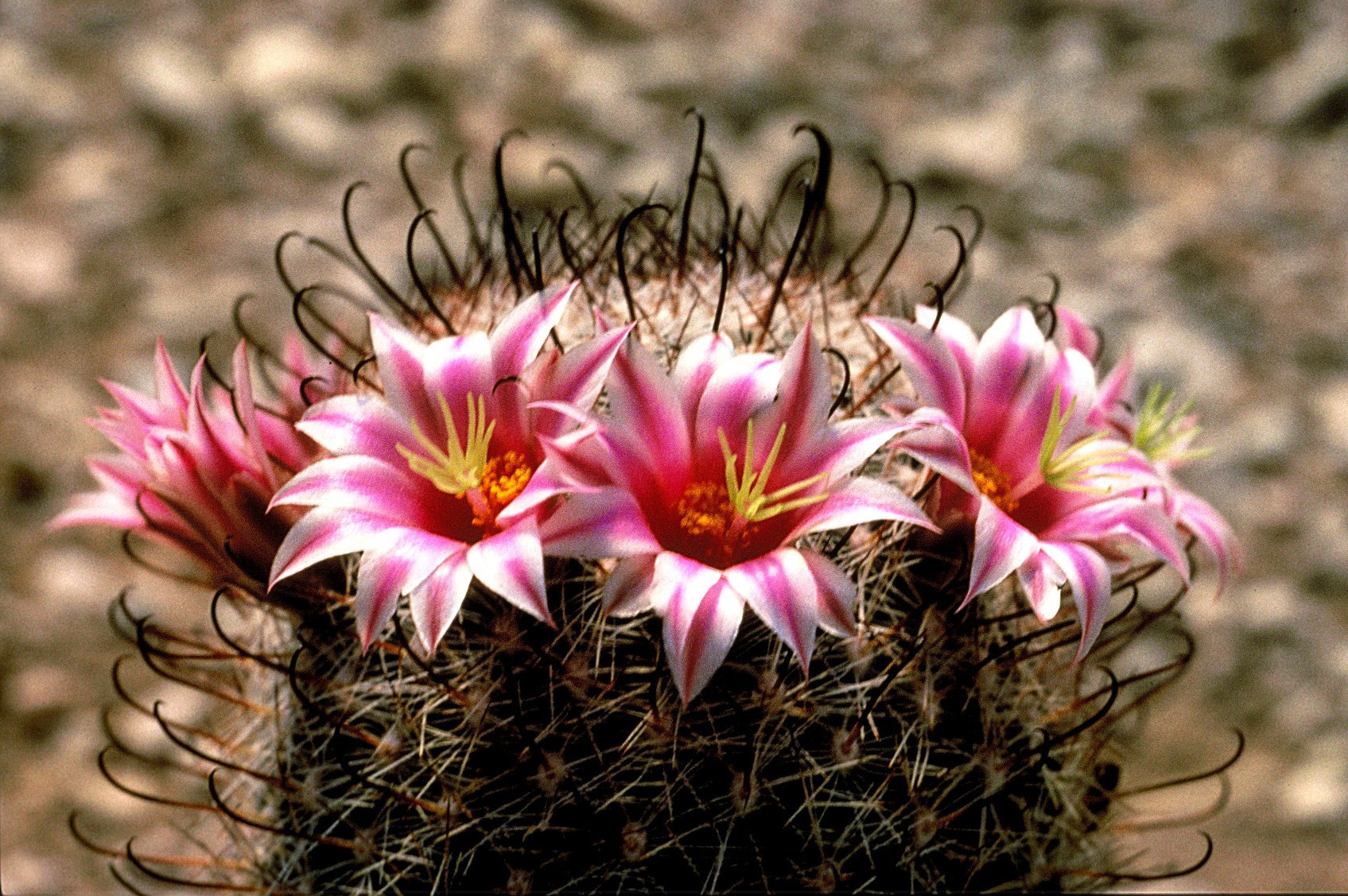
Cochemiea grahamii
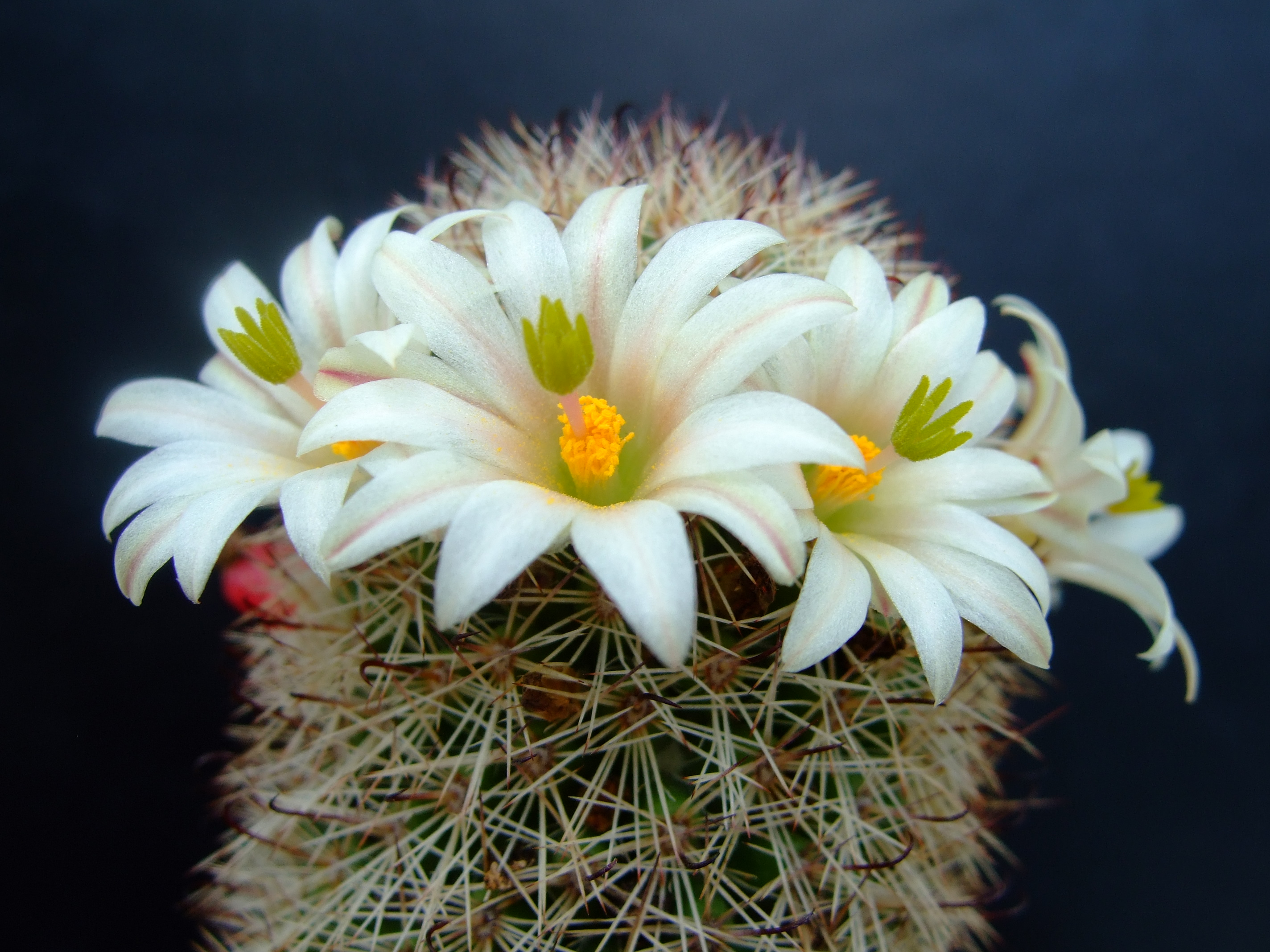
Cochemiea hutchisoniana
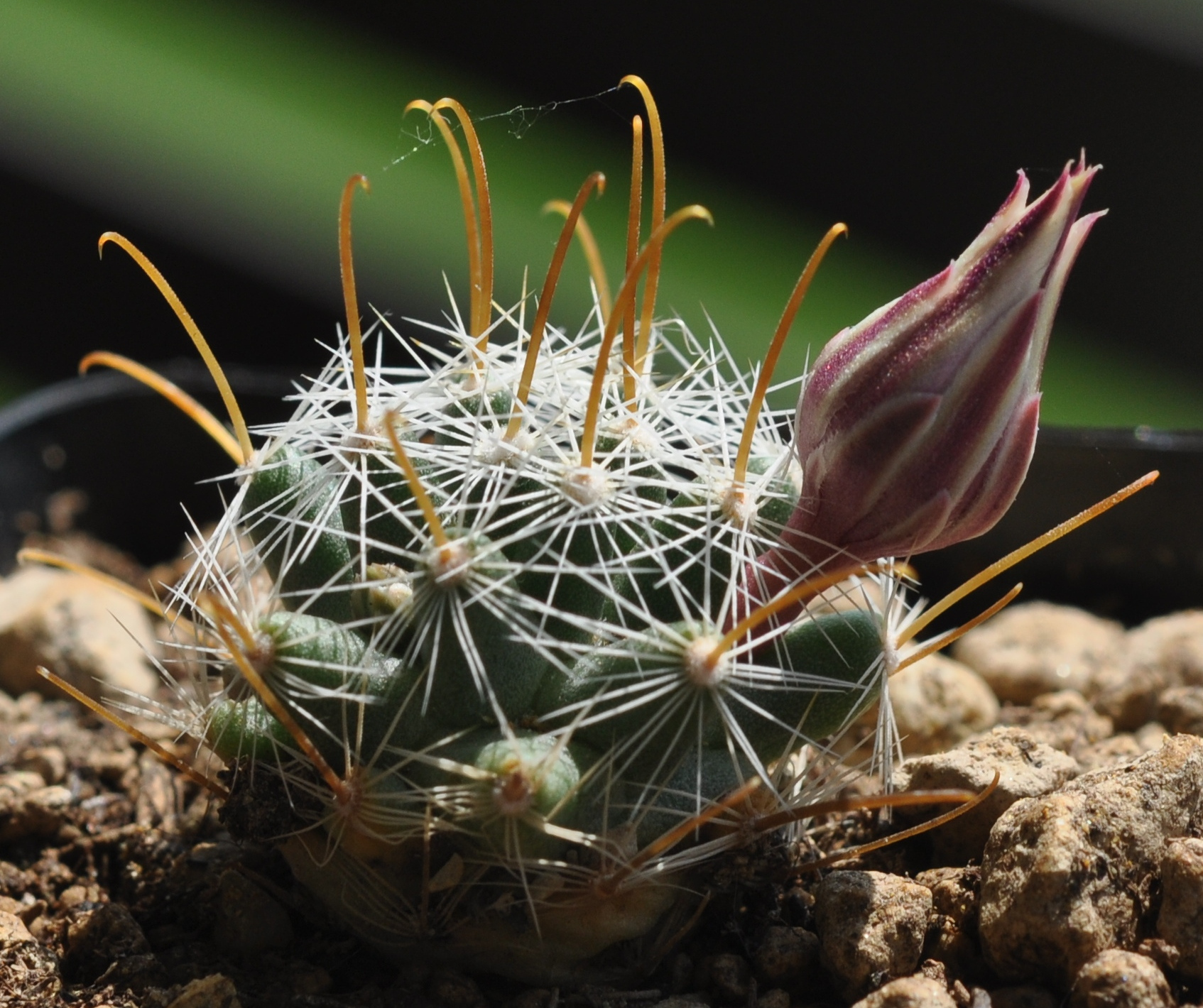
Cochemiea insularis
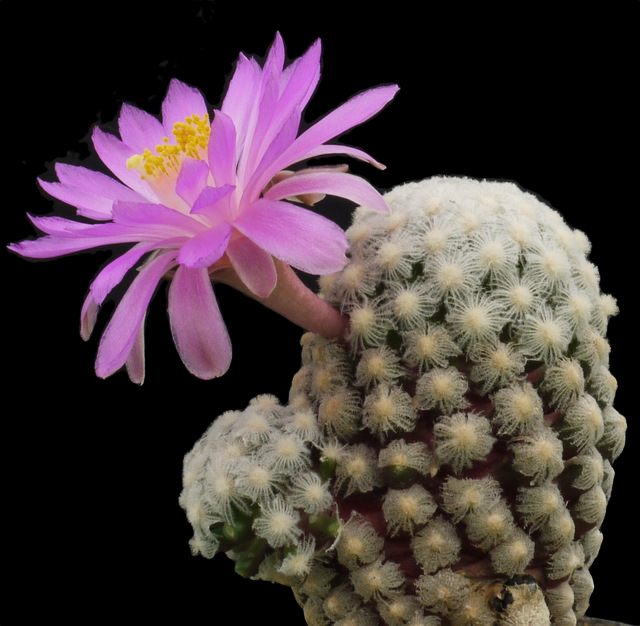
Cochemiea theresae